# 오이히가시촌
오이히가시촌(大井東村)은 오카야마현 구메군에 있던 촌이다. 현재의 쓰야마시의 일부에 해당한다.

## 역사
- 1889년 6월 1일 - 정촌제 시행에 의해  구메호쿠조군 오이히가시촌이 성립하였다.
- 1900년 4월 1일 - 구메난조군과 합병해 구메군이 되었다.
- 1943년 11월 3일 - 야마토촌과 합병해 다이토촌이 성립하여 폐지되었다.

## 참고문헌
- 和泉橋警察署 『新旧対照市町村一覧』第2冊（東京 ： 加藤孫次郎、1889（明22））
- 地名編纂委員会 『角川日本地名大辞典33 岡山県』（角川学芸出版、1989、ISBN 4040013301）